# Air Mandalay
Air Mandalay (бирм. အဲမန္တလေး) — региональная авиакомпания Мьянмы со штаб-квартирой в Янгоне, работающая в сфере регулярных пассажирских перевозок на внутренних маршрутах и выполняющая чартерные рейсы по международным направлениям. Портом приписки авиакомпании и её главным транзитным узлом (хабом) является международный аэропорт Янгон.
В декабре 2014 года в связи с непредвиденными обстоятельствами по лицензированию импортных услуг авиакомпания останавливала регулярные перевозки, по этим же причинам был задержан лизинг новых реактивных самолётов Embraer ERJ 145. В апреле следующего года вопросы были урегулированы, компания получила лайнеры и возобновила чартерные, а затем и регулярные полёты.

## История
Авиакомпания была основана 6 октября 1994 года, став первым авиаперевозчиком Бирмы регионального класса, и начала операционную деятельность 18 октября того же года с выполнения регулярных рейсов Янгон-Мандалай. Компания была образована в качестве совместного предприятия сингапурским холдингом Air Mandalay Ltd. (51 %) и другой авиакомпанией страны Myanma Airways (49 %).
27 августа 1995 года Air Mandalay запустила свой первый международный рейс Янгон-Чиангмай (Таиланд).

## Маршрутная сеть

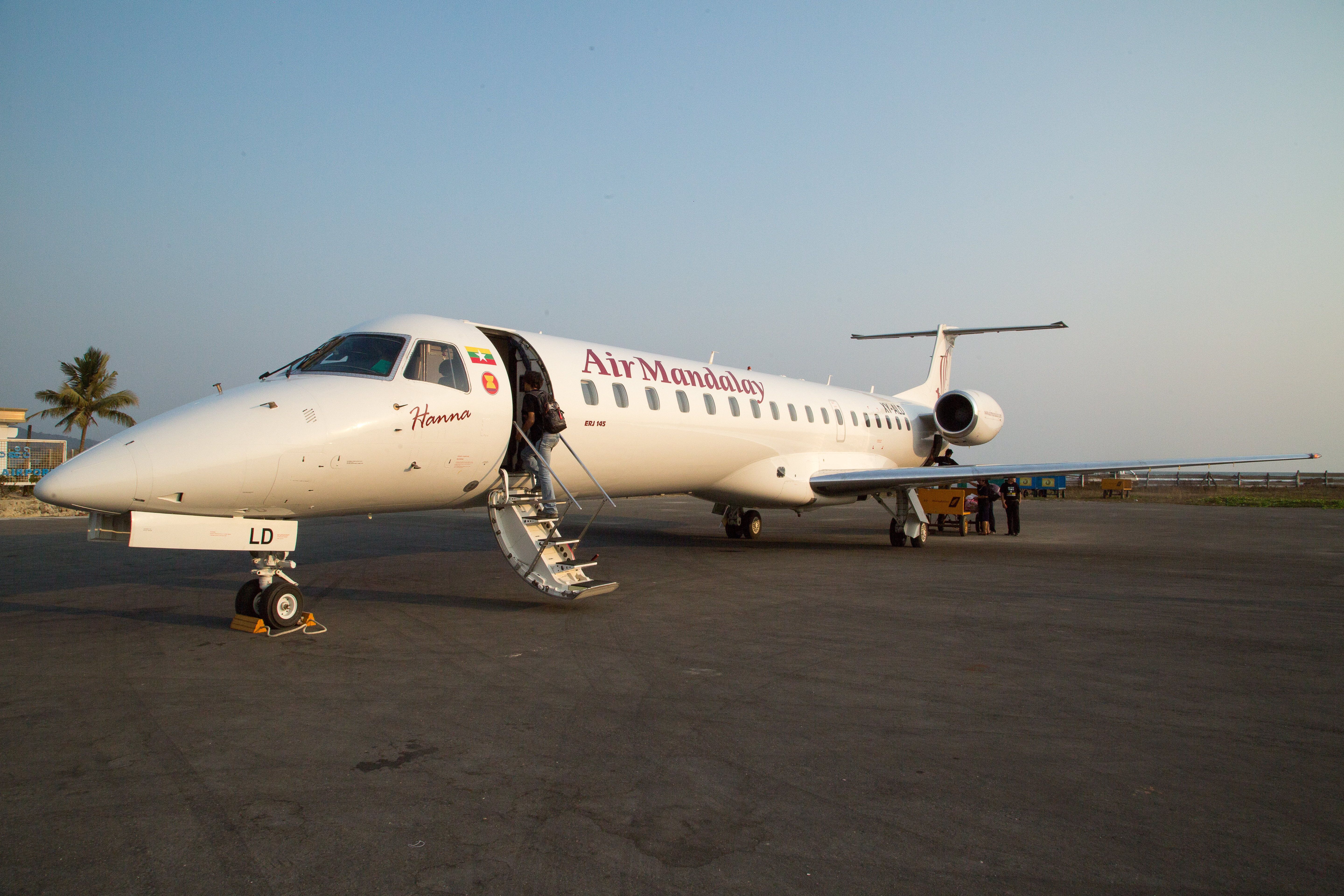
ERJ145 авиакомпании Air Mandalay

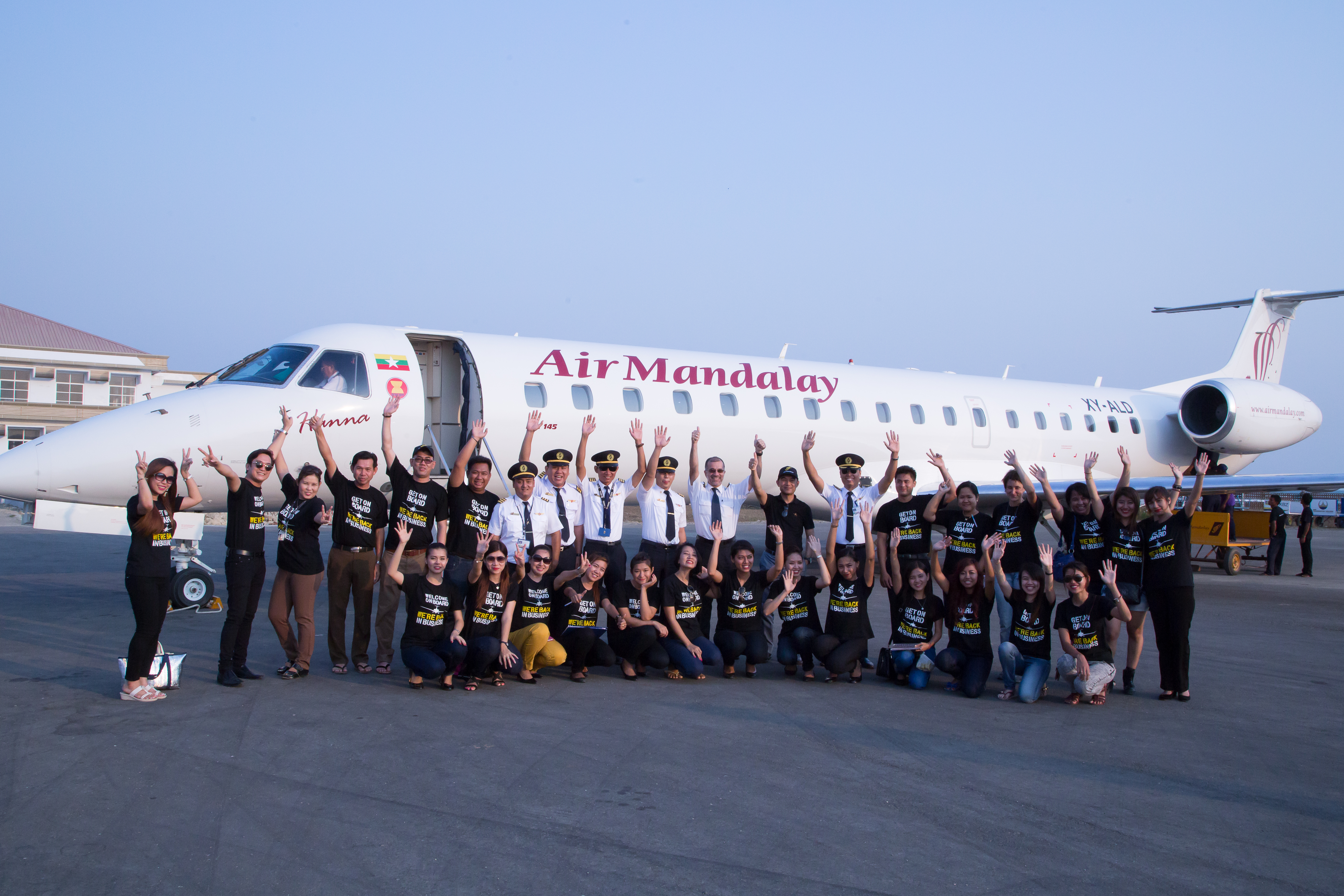
ERJ145 с экипажем авиакомпании Air Mandalay в аэропорту Тандуэ

В апреле 2011 года маршрутная сеть авиакомпании Air Mandalay охватывала следующие пункты назначения:
 Мьянма
- Паган — аэропорт Нияунг-У
- Хайхо — аэропорт Хайхо
- Мандалай — международный аэропорт Мандалай
- Тавой — аэропорт Тавой
- Кодаун — аэропорт Кодаун
- Ситуэ — аэропорт Ситуэ
- Тачхилуа — аэропорт Тачхилуа
- Тандуэ — аэропорт Тандуэ
- Янгон — международный аэропорт Янгон (хаб)
- Нейпьидо — международный аэропорт Нейпьидо
- Мьей — аэропорт Мьей
- Мейтхила — аэропорт Мейтхила

 Таиланд
- Чиангмай — международный аэропорт Чиангмай (чартеры)

 Сингапур
- Сингапур — международный аэропорт Чанги (чартеры)

## Флот
В апреле 2016 года воздушный флот авиакомпании Air Mandalay составляли следующие самолёты: